# 11552 Boucolion
11552 Boucolion este o planetă minoră (asteroid), cu un diametru de 51,136 km, din Asteroid troian al lui Jupiter. A fost descoperită pe 27 ianuarie 1993 la observatoire de la Côte d'Azur⁠(d) de Eric Walter Elst și a fost numită după Bucolion⁠(d). 
Obiectul prezintă o orbită caracterizată de o semiaxă mare de 5,2694034 UAi, o excentricitate de 0,153, o înclinație de 14,67871 ° în raport cu ecliptica.